# Lijst van afleveringen van Joey
Hier volgt een lijst van afleveringen van de televisieshow Joey.

## Seizoen 1 (2004-2005)
1. Pilot
2. Joey And The Student
3. Joey And The Party
4. Joey And The Book Club
5. Joey And The Perfect Storm
6. Joey And The Nemesis
7. Joey And The Husband
8. Joey And The Dream Girl, Part 1
9. Joey And The Dream Girl, Part 2
10. Joey And The Big Audition
11. Joey And The Road Trip
12. Joey And The Plot Twist
13. Joey And The Taste Test
14. Joey And The Premiere
15. Joey And The Assistant
16. Joey And The Tonight Show
17. Joey And The Valentine's Date
18. Joey And The Wrong Name
19. Joey And The Fancy Sister
20. Joey And The Neighbor
21. Joey And The Spying
22. Joey And The Temptation
23. Joey And The Breakup
24. Joey And The Cliffhanger

## Seizoen 2 (2005-2006)
1. Joey And The Big Break Part I
2. Joey And The Big Break Part II
3. Joey And The Spanking
4. Joey And The Stuntman
5. Joey And The House
6. Joey And The ESL
7. Joey And The Poker
8. Joey And The Sex Tape
9. Joey And The Musical
10. Joey And The Bachelor Thanksgiving
11. Joey And The High School Friend
12. Joey And The Tijuana Trip
13. Joey And The Christmas Party
14. Joey And The Snowball Fight
15. Joey And The Dad
16. Joey And The Party for Alex
17. Joey And The Big Move
18. Joey And The Beard
19. Joey And The Critic
20. Joey And The Actors Studio
21. Joey And The Holding Hands
22. Joey And The Wedding